# НСП-3
НСП-3 (от Ночной Стрелковый Прицел, третий образец), индекс ГРАУ 1ПН27 — советский бесподсветный ночной оптический прицел, созданный для прицельной стрельбы из автоматов семейства АК, пулемётов РПК и снайперских винтовок СВД в условиях плохой освещённости на дистанции вплоть до 250—300 м. Разработан в НПО «Орион» (тогда: НИИ-801). 
Принят на вооружение 9 марта 1967 года, вместе с прицелами ППН-3 (для пулемётов ПК) и ПГН-1 (для гранатомётов РПГ-7). Впоследствии прошёл модернизацию и получил наименование НСП-3А (индекс ГРАУ 1ПН27А). НСП-3 выпускался с 1967 по 1982 включительно, несмотря на появление новых прицелов — НСП-3А, НСПУ и НСПУМ.

## Конструкция
Конструкция прицела включает в себя корпус с зажимным устройством, объектив с механизмами выверки и установки прицела и светофильтров, электронно-оптический преобразователь с делителем напряжения, преобразователь напряжения, высоковольтный блок, окуляр и серебряно-цинковую аккумуляторную батарею ЗСЦС-1,5.
Прицел легко монтируется на оружии с помощью стандартного крепления «ласточкин хвост».

## Тактико-технические характеристики

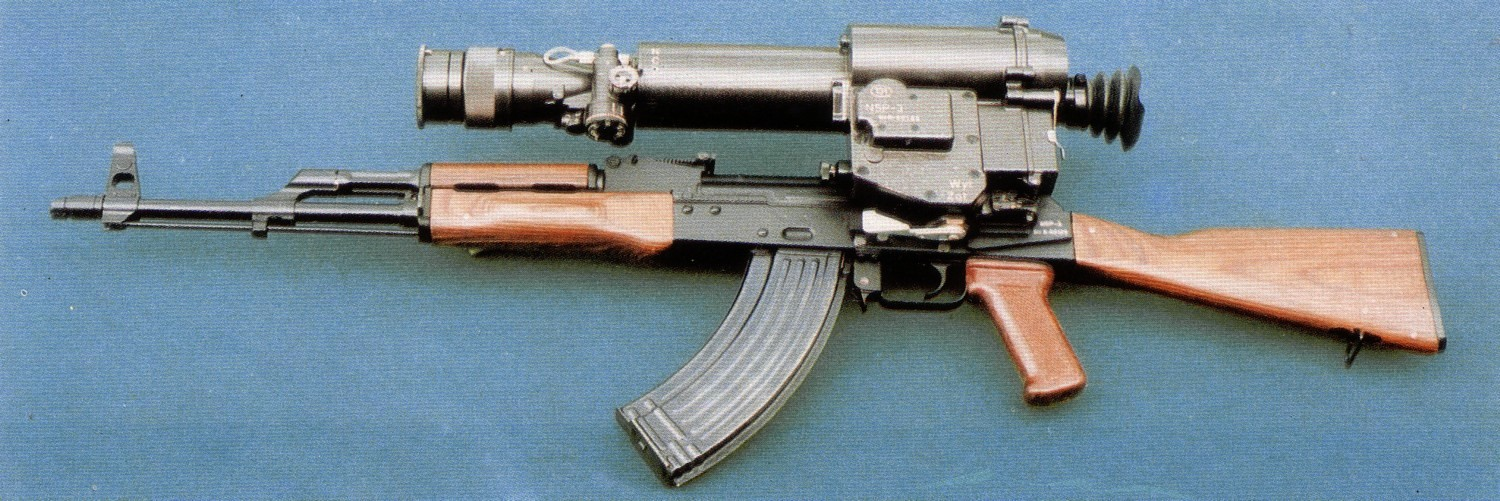
Автомат АКМЛ с ночным процелом НСП-3

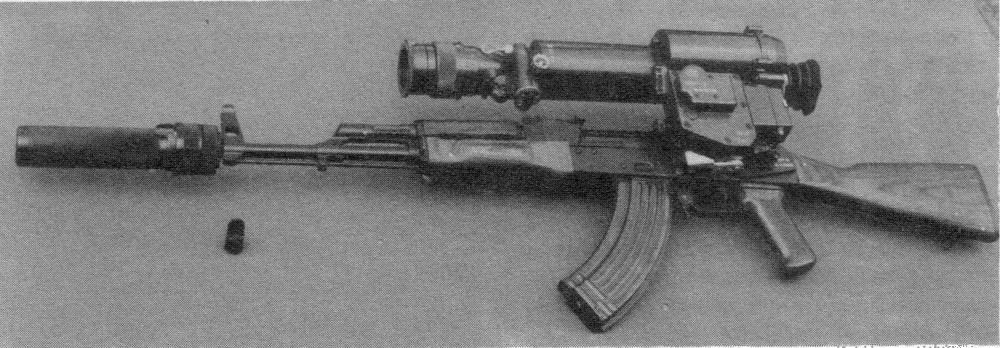
Автомат АКМЛ с глушителем ПБС-1 и ночным прицелом НСП-3

Полная масса комплекта поставки прицела — 7,8 кг
Масса прицела в боевом положении — 2,7 кг
Масса прицела в походном положении — 3,5 кг
Габаритные размеры прицела — 450×175×105 мм
Габаритные размеры транспортировочного ящика — 490×200×170 мм
Дальность видимости ростовой фигуры — 250—300 м
Увеличение прицела — 2,7 крат
Поле зрения — 7,0 град
Диаметр выхода зрачка — 7 мм
Удаление выходного зрачка — 35 мм
Фокусное расстояние объектива — 78 мм
Разрешающая способность — 2 уг. мин
Время непрерывной работы прицела с одной аккумуляторной батареей — 6 час
Напряжение аккумуляторной батареи ЗСЦС-1,5 — 4,5 Вольт
Ёмкость аккумуляторной батареи ЗСЦС-1,5 — 1,5 Вольт
Разрядный рабочий ток — 0,2 А
Количество допускаемых зарядно-разрядных циклов аккумуляторной батареи — 25 раз